# Barrage de Xingó
Le barrage de Xingó est un barrage poids sur le São Francisco au Brésil, à la limite des deux états de l'Alagoas et du Sergipe, près de l'ancienne ville de Piranhas.
Le barrage a été construit entre 1987 et 1994 et alors que la centrale a été terminée en 1997. La centrale hydroélectrique adjacente du barrage produit 3 162 MW, elle a été conçue par Promon et contient 6 × 527 MW via des turbines Francis qui ont été fabriqués par Siemens. La centrale pouvant posséder quatre autres emplacements pour des turbines, qui lui permettrait hypothétiquement de monter sa capacité à 5 270 MW.
Le barrage de Xingó mesure 830 m de long et 140 m de haut. Le barrage possède un évacuateur de crues d'une capacité de 33 000 m3/s et ainsi que pas moins de douze écluses. Le réservoir du barrage a un volume de 3,8 km3, et une superficie de 60 km2.